# Esperauças
Esperauças (en francès Espérausses) és un municipi francès situat al departament del Tarn i a la regió d'Occitània.

## Demografia
| 1962                                       | 1968 | 1975 | 1982 | 1990 | 1999 | 2007 |
| ------------------------------------------ | ---- | ---- | ---- | ---- | ---- | ---- |
| 205                                        | 254  | 203  | 184  | 154  | 133  | 149  |
| Des de 1962: població sense dobles comptes |      |      |      |      |      |      |

## Administració
| Període   | Identitat            | Partit |
| --------- | -------------------- | ------ |
| 2001-2008 | Yvan Rossignol       |        |
| 2008-     | Jean-Jacques Barthes |        |